# Lucio Pellegrini
Lucio Pellegrini (* 20. Oktober 1965 in Asti) ist ein italienischer Film- und Fernsehregisseur.

## Leben
Pellegrini war ab 1992 als Fernsehautor für MTV, RAI und Mediaset beschäftigt, wo er ungewöhnliche Formate wie Target und Ciro, il filgio di Target ersann. 1999 debütierte er im Kino mit der Komödie E allora mambo!, der im Jahr darauf eine weitere, Tandem, folgte. In beiden Filmen spielten Luca Bizzarri und Paolo Kessisoglu die Hauptrollen. Danach drehte er zahlreiche Werbespots. 2003 erschien sein nächstes Werk, mit dem er am Filmfestival Locarno teilnahm, Ora o mai più; zwei Jahre später war er in Venedig mit dem in Ko-Regie mit Gianni Zanasi entstandenen La vita è breve ma la giornata è lunghissima vertreten.
In den folgenden Jahren arbeitete Pellegrini für das Fernsehen; Beispiele seiner Arbeiten sind die Serien La strana coppia (nach Neil Simon, wieder mit Bizzarri und Kessisoglu), Non pensarci und I liceali.
2010 kehrte er zum Kinofilm zurück; Figli delle stelle mündete auch in ein Buch zu seiner Entstehung, das Pellegrini beim Verlag Bompiani veröffentlichte. 2011 folgte La vita facile, dann È nata una star? nach Nick Hornby.
Pellegrini ist mit der Schauspielerin Camilla Filippi verheiratet; das Paar hat zwei Kinder.

## Filmografie
- 1999: E allora mambo!
- 2000: Tandem
- 2003: Ora o mai più
- 2005: La vita è breve ma la giornata è lunghissima (Ko-Regie)
- 2010: Figli delle stelle
- 2011: La vita facile
- 2012: È nata una star?
- 2018: Ein Wunder (Il miracolo)
- 2021: Carosello Carosone
- 2023: Il nostro generale